# Katafa (Vas)
Katafa es un pueblo ubicado en el distrito de Körmend, en el condado de Vas, Hungría.

## Superficie
Posee una superficie de 4,810 kilómetros cuadrados.

## Demografía
Hasta 2019 la población era de 325 habitantes, con una densidad de población de 67,57 habitantes por kilómetro cuadrado.